# رمز التشغيل

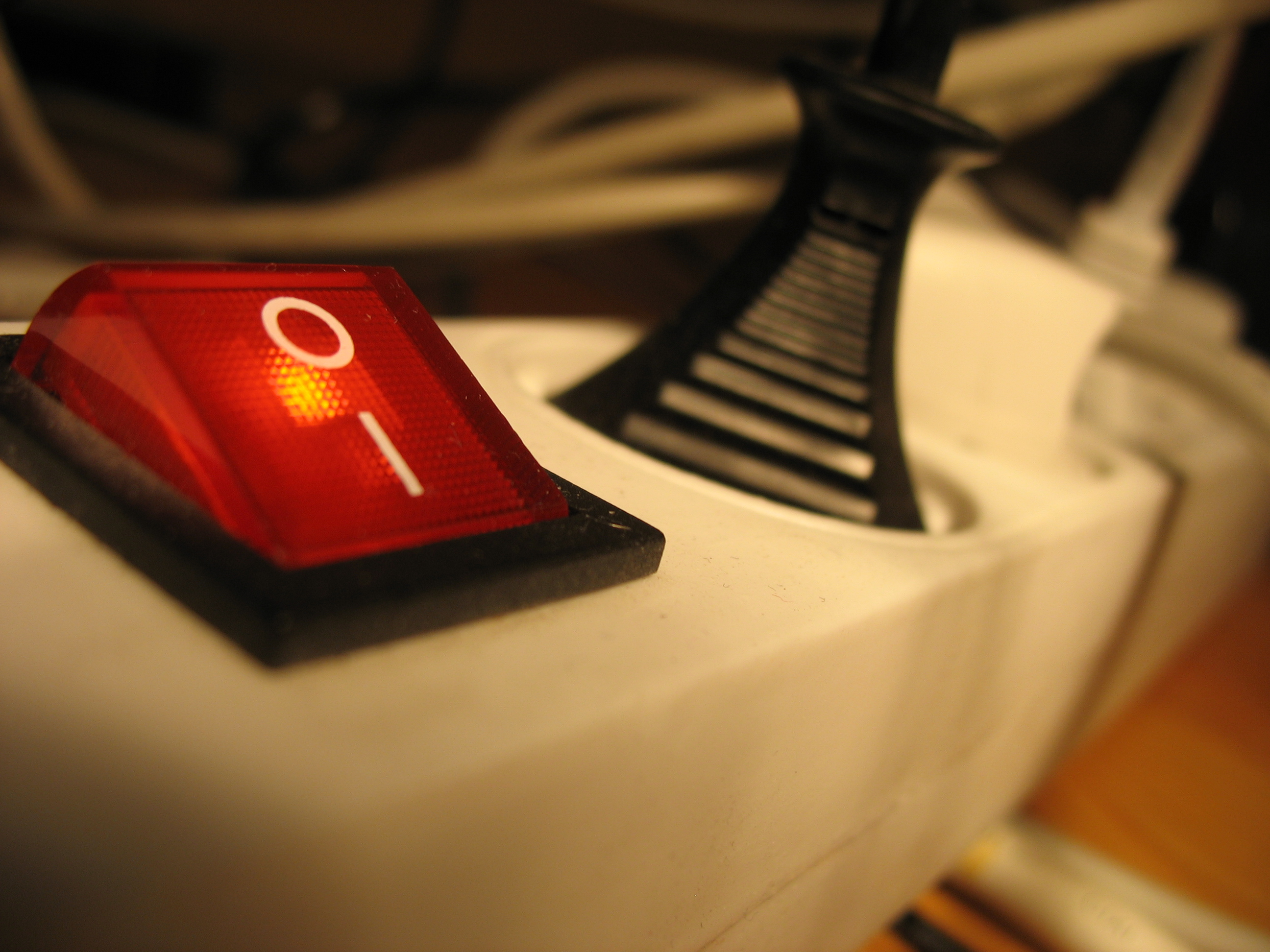
على السلطة (IEC 60417-5007) خارج السلطة (IEC 60417-5008) الرموز المستخدمة للإشارة إلى مواقف التبديل الروك

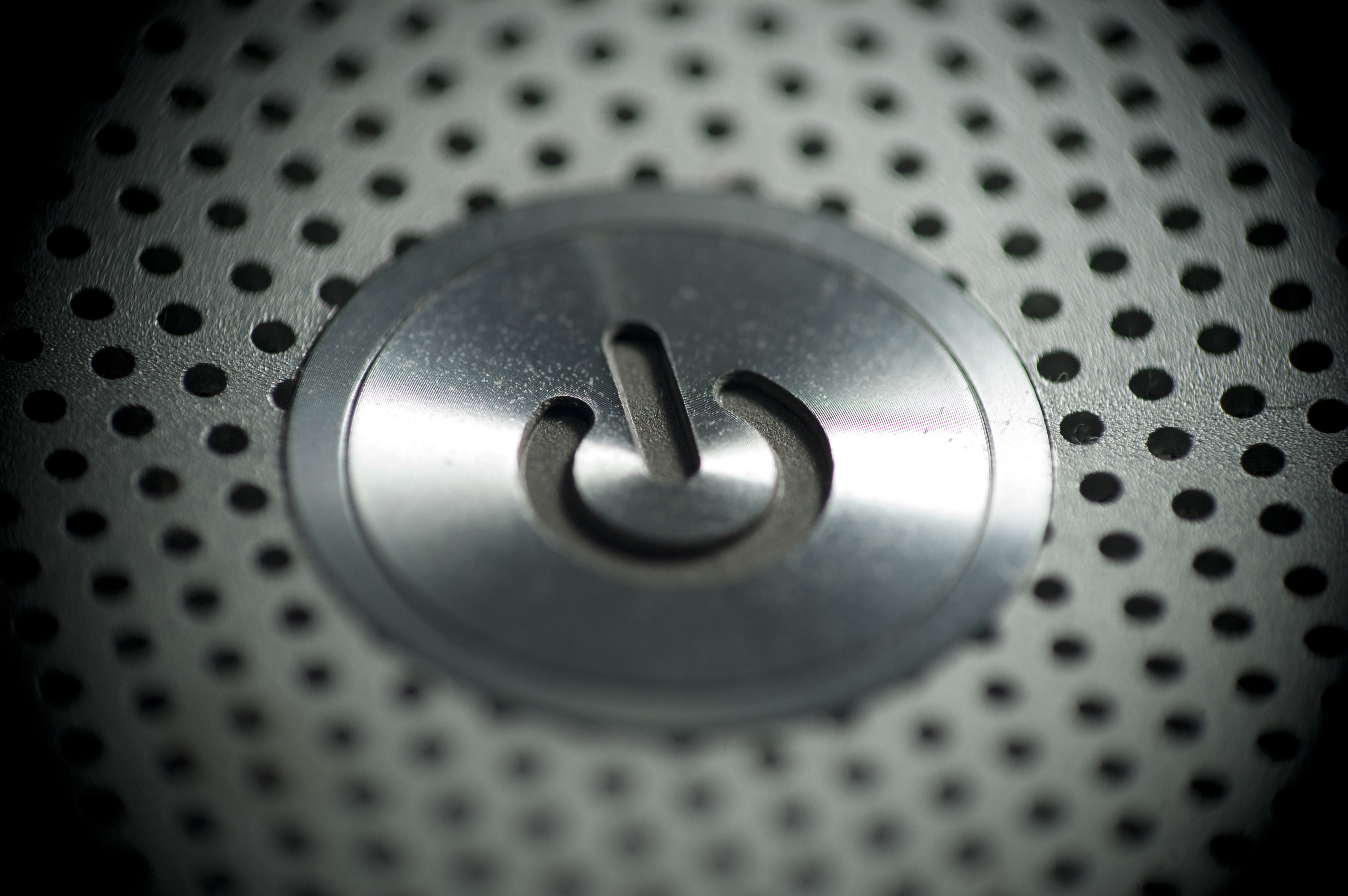
زر الطاقة مع وضع علامة الاستعداد الرمز (IEC 60417-5009) يتحول الجهاز أو إيقاف تشغيله دون قطع التيار الكهربائي بشكل كامل

وهي قوة الرمز هو رمز مشيرا إلى أن السيطرة على تنشيط أو إلغاء تنشيط جهاز معين. الطاقة العالمي الرموز الموضحة في اللجنة الكهروتقنية الدولية 60417 القياسية، الرموز الرسومية للاستخدام على المعدات ، والتي تظهر في 1973 طبعة من الوثيقة (IEC 417) و بصورة غير رسمية تستخدم في وقت سابق.

## التعاريف
|  | IEC 60417-5007 ، السلطة على رمز (خط), الظهور على زر أو واحدة من نهاية التبديل تبديل يشير إلى أن السيطرة على الأماكن المعدات في كامل مدعوم من الدولة. |
|  | IEC 60417-5008 ، الطاقة إيقاف الرمز (دائرة) على زر أو تبديل، يشير إلى أن استخدام التحكم سوف افصل الطاقة عن الجهاز. |
|  | IEC 60417-5009 ، الاحتياطية الرمز (خط جزئيا في كسر دائرة) ، يشير إلى وضع السكون أو في حالة الطاقة المنخفضة. التبديل لا تماما افصل الجهاز عن التيار الكهربائي. هذا قد تظهر على التبديل تبديل قبالة السلطة على رمز وحدها على الزر الذي يضع الجهاز في وضع الاستعداد، أو وحده على زر التبديل بين على أهبة الاستعداد. بدلا من ذلك، تحت IEEE 1621 ، هذا الرمز يعني ببساطة "السلطة". |
|  | IEC 60417-5010 ، السلطة على الخروج الرمز (خط داخل دائرة) ، ويستخدم على أزرار التبديل الجهاز بين تماما قبالة. |
|  | هلال القمر ، مشيرا إلى وضع السكون, أضيفت من قبل IEEE 1621 كبديل عن الاستعداد الرمز. |

## وصلات خارجية
- IEC/ISO قاعدة البيانات على الرموز الرسومية للاستخدام على المعدات
- IEC الرموز الرسومية للاستخدام على المعدات
- ISO/IEC/JTC1 الرموز الرسومية المعدات المكتبية, قسم تكنولوجيا الطاقة البيئية, مختبر لورنس بيركلي الوطني